# 1091
Високе Середньовіччя •  Золота доба ісламу •  Реконкіста •  Київська Русь

## Геополітична ситуація
Візантію очолює Олексій I Комнін. Генріх IV є імператором Священної Римської імперії, а Філіп I — королем Франції.
Апеннінський півострів розділений між численними державами: північ належить Священній Римській імперії, середню частину займає Папська область, південна частина півострова окупована норманами. Деякі міста півночі: Венеція, Піза, Генуя, мають статус міст-республік.
Південь Піренейського півострова захопили Альморавіди. Північну частину півострова займають християнські Кастилія, Леон (Астурія, Галісія), Наварра, Арагон та Барселона. Королем Англії є Вільгельм II Рудий. Олаф III є королем Норвегії, а Олаф I королем Данії.
У Київській Русі княжить Всеволод Ярославич, а у Польщі Владислав I Герман. На чолі королівства Угорщина стоїть Ласло I.
Аббасидський халіфат очолює аль-Муктаді під патронатом сельджуків, які окупували Персію та Малу Азію, в Єгипті владу утримують Фатіміди, у Магрибі панують Альморавіди, у Середній Азії правлять Караханіди, Газневіди втримують частину Індії. У Китаї продовжується правління династії Сун. На півдні Індії домінує Чола. В Японії триває період Хей'ан.

## Події
- Мощі Феодосія Печерського перенесено в Успенський собор.
- Митрополитом Київським став Єфрем Переяславський.
- У Ростові придушено повстання волхвів.
- Візантійський імператор Олексій I Комнін з допомогою половців завдав вирішальної поразки печенігам у битві на горі Лубуніон. Після цієї поразки відомості про напади печенігів зникають з історичних записів.
- Король Англії Вільгельм II Рудий та його брат, герцог Нормандії Роберт III Куртгез домовилися про поділ земель в Нормандії. Третій брат, Генріх Боклерк, змушений поступитися своїми володіннями.
- Успішне вторгнення Вільгельма II в Шотландію.
- Помер останній король Хорватії з роду Трпимировичів Стефан II. Угорщина захопила частину території Хорватії між річкою Драва і горою Гвізд.
- Рожер I Отвіль завершив завоювання Сицилії.
- Альморавіди захопили Севілью, Мурсію, Кордову, Альмерію.